# Medalla conmemorativa del Jubileo de oro de la reina Victoria
La medalla conmemorativa del Jubileo de oro de la reina Victoria es una distinción honorífica del Reino Unido.

## Historia
Los antecedentes de esta medalla se encuentran en la medalla instituida por la reina Victoria en 1877 con  motivo de su proclamación como emperatriz de la India. La novedad de esta medalla consistía en que además de ser otorgada, como las medallas otorgadas por anteriores monarcas británicos para perpetuar acontecimientos desde el siglo XVI, podía ser llevada por los agraciados. En el marco de la celebración del Jubileo de oro de la reina en 1887, la soberana decide agraciar a los participantes con una medalla instituida al efecto, que, al igual que la anterior, pudiera ser portada por aquellos que la recibieran.

## Descripción
La medalla era de forma circular, de unos 30 milímetros de diámetro. El anverso contaba con la efigie de la reina Victoria, de perfil mirando a la izquierda, con el velo de viuda y coronada. En la efigie la reina lleva las insignias de la orden de la Jarretera, la orden de Victoria y Alberto y la orden de la Corona de la India. Esta efigie estaba orlada, en sus dos tercios superiores, por la inscripción:
VICTORIA D G REGINA / ET IMPERATRIX F D (Victoria por la Gracia de Dios, reina y emperatriz, defensora de la Fe)
El reverso contaba con la inscripción:
IN /  COMMEMORATION / OF THE / 50TH YEAR OF THE / REIGN OF QUEEN / VICTORIA / 21 JUNE 1887 (En conmemoración del quinquagésimo año del reinado de la reina Victoria 21 de junio de 1887)
Esta inscripción estaba rodeada por una guirnalda formada por las plantas simbólicas de las naciones del Reino Unido: rosas (Inglaterra), cardo (Escocia) y trébol (Irlanda). La inscripción del reverso se remataba por una corona real.
La cinta de la medalla era azul (del mismo tono de azul que el de la de la orden de la Jarretera) con dos líneas blancas más estrechas algo separadas del borde.
La orden era llevada en el lado izquierdo del pecho. Los hombres la llevaban colgada sencillamente de la cinta y las mujeres prendida de la cinta formando un lazo.
Con motivo del Jubileo de diamante de la reina, se creó una medalla de similares características. Aquellos que contaban con ambas medallas, llevaban solo la medalla del Jubileo de oro con una placa de metal en la cinta con 1897 inscrito.
La medalla fue diseñada por Sir Joseph Edgar Boehm.

## Clases
La medalla era entregada en tres materiales que, en la práctica, funcionaban como clases:
- Oro: reservada a los miembros de la familia real británica y otros príncipes que participaron en la celebración;[5]
- Plata: se otorgaba a políticos, diplomáticos, funcionarios de alto rango y militares de alta graduación;[3]
- Bronce: a funcionarios de menor rango, militares de graduación media o alto, etc.